# Javaflugsnappare
För fågelarten bergflugsnappare, se Cyornis whitei.
Javaflugsnappare (Cyornis banyumas) är en fågelart i familjen flugsnappare inom ordningen tättingar. Den minskar mycket kraftigt i antal till följd av fångst för vidare försäljning inom burfågelhandeln i Indonesien. IUCN kategoriserar den som akut hotad.

## Utseende och läte
Javaflugsnapparen är en medelstor flugsnappare med stora dräktsskillnader mellan könen. Hanen är vacker färgad med djupblå ovansida, mestadels orangefärgad undersida, men med vit buk. Honan är mycket mer anspråkslös färgad, med gråaktigt huvud, gråbruna vingar, rostfärgad stjärt och undersidan med roströd anstrykning.
Hanen liknar mangroveflugsnapparen, men hittas i andra miljöer och skiljs på mörkare blå rygg och mer enfärgat orangefärgad undersida, inklusive hakem. Honan kan förväxlas med en rad andra flugsnappare, men kan vanligtvis bestämmas genom en kombination av rostfärgat bröst och avsaknad av vingband.
Sången består av en serie visslande toner uppblandade med tunna "seet". Bland lätena hörs ljudliga "chek" eller "tak", påminnande om ljudet av två stenar som slås samman.

## Utbredning och systematik
Fågeln delas in i tre underarter med följande utbredning:
- Cyornis banyumas ligus – västra Java
- Cyornis banyumas banyumas – centrala och östra Java
- Cyornis banyumas mardi – ön Panaitan utanför västra Java

Fram tills nyligen inkluderades dajakflugsnapparen (C. montanus) på Borneo i arten, men urskiljs efter studier som visar på skillnader i genetik och läten. Längre tillbaka inkluderades även Cyornis whitei på asiatiska fastlandet i banyumas, som då hade det svenska trivialnamnet bergflugsnappare, men även denna behandlas numera som egen art. Det svenska trivialnamnet bergflugsnappare fördes i samband med detta över till whitei.

## Levnadssätt
Javaflugsnapparen hittas på låga till medelhöga höjder i skog, framför allt i tätt bevuxna raviner och stånd med bambu.

## Status och hot
Javaflugsnapparen var tidigare en allmän och vida spridd art, men har minskat mycket kraftigt i antal de senaste 20 åren till följd av fångst för vidare försäljning inom den indonesiska burfågelhandeln. Idag återfinns den endast vid ett fåtal lokaler. Sannolikt finns tiotusentals individer i fångenskap, medan det vilda beståndet tros uppgå till högst 1 000 individer, möjligen till och med mycket färre. De senaste tio åren tros den ha minskat med mer än 80 % och efterfrågan är fortfarande hög. Eftersom det finns en stor risk att arten kommer utrotas inom en snar framtid kategoriserar internationella naturvårdsunionen IUCN den sedan 2022 som akut hotad.